# شوالیه هفت پادشاهی (مجموعه تلویزیونی)
شوالیه هفت پادشاهی (انگلیسی: A Knight of the Seven Kingdoms) یک مجموعه تلویزیونی درام فانتزی آمریکایی است که به‌دست جرج آر. آر. مارتین ساخته شده است. این مجموعه پیش‌درآمدی بر بازی تاج و تخت (۲۰۱۱–۲۰۱۹) است، و قرار است سومین مجموعه تلویزیونی از مجموعه ترانه یخ و آتش باشد. این مجموعه بر پایهٔ رمان‌های مارتین یعنی ماجراهای دانک و اگ ساخته خواهد شد. پیتر کلافی در نقش سر دانکن بلندقامت، و دکستر سول آنسل در نقش اگ حضور دارند.
فصل نخست این مجموعه شامل شش قسمت است که در اوایل سال ۲۰۲۶ از اچ‌بی‌او و مکس پخش خواهد شد.

## بازیگران
- پیتر کلافی در نقش دانک/سر دانکن بلند قامت
- دکستر سول آنسل در نقش اگان «اگ» تارگرین، شاهزاده دودمان تارگرین و ارباب سر دانکن.
- فین بنت در نقش ایریون «برایت فلیم» تارگرین، برادر بزرگتر اگ.
- برتی کارول در نقش بالور «بریک اسپیر» تارگرین، وارث تاج و تخت آهنین، دست پادشاه دیرون دوم و ایریون و عموی اگ.
- تانزین کرافورد در نقش تانسل، عروسک‌گردان
- دانیل اینگز در نقش سر لیونل باراتیون، شوالیه‌ای که به «طوفان خندان» معروف است و وارث استورمز ئِند است.
- سم اسپرول در نقش مایکار تارگرین، شاهزاده سامرهال، برادر کوچکتر بئلور و پدر ایریون و اگ.

## تولید

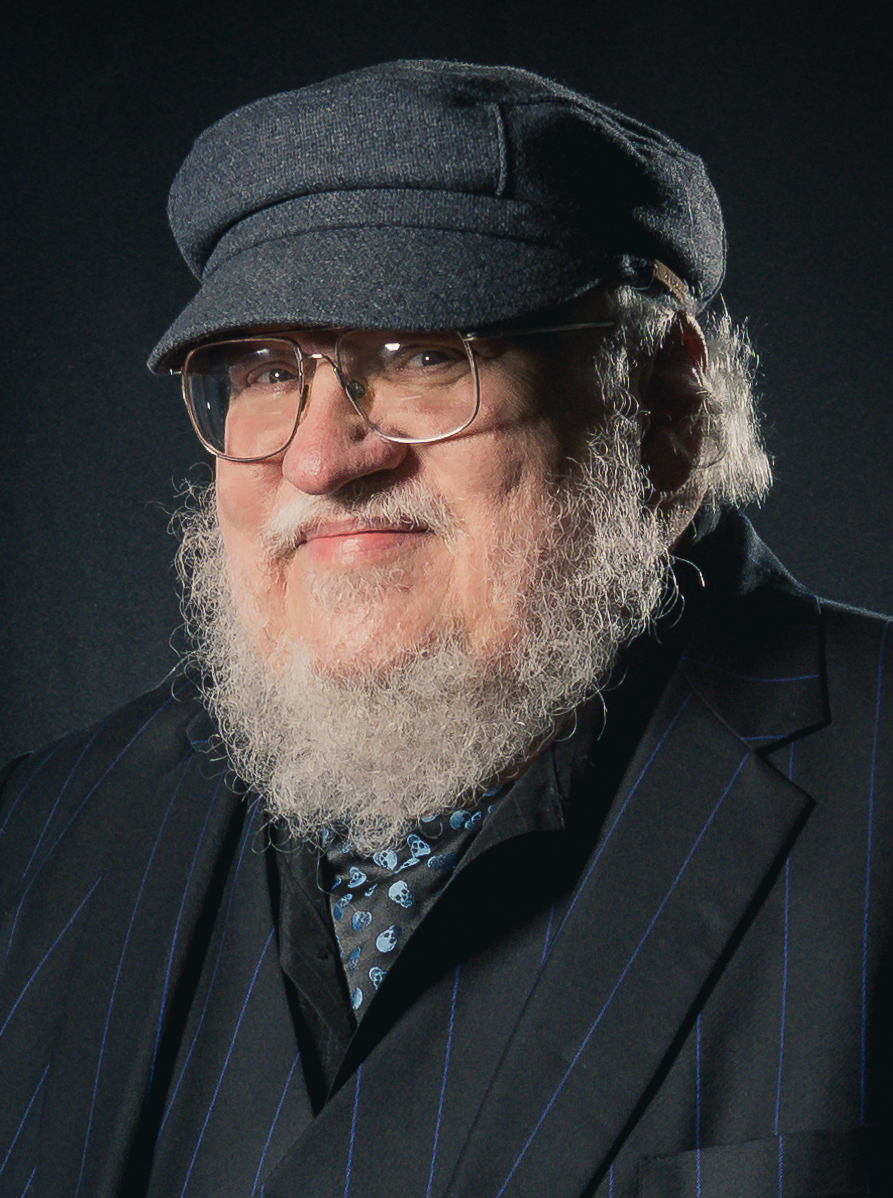
جرج آر. آر. مارتین خالق و تهیه‌کننده اجرایی نمایش

### توسعه
اچ‌بی‌او در ژانویه ۲۰۲۱ اعلام کرد که در حال ساخت مجموعهٔ تلویزیونی پیش‌درآمد جدیدی برای بازی تاج‌وتخت است. این سریال ماجراهای سر دانکن بلندقامت و اگان پنجم تارگرین جوان با نام مستعار اگ را دنبال می‌کند و بر اساس رمان‌های جرج آر. آر. مارتین است که ماجراهای دانک و اگ را تشکیل می‌دهد و ۹۰ سال قبل از ترانه یخ و آتش جریان دارد. گزارش‌هایی مبنی بر استخدام استیون کنراد برای نوشتن این مجموعه در نوامبر ۲۰۲۱ وجود داشت. سفارش رسمی این مجموعه در آوریل ۲۰۲۳ توسط اچ‌بی‌او داده شد. تا آن زمان، مارتین پیش‌تر فیلم‌نامهٔ قسمتی آزمایشی را نوشته بود. انتخاب بازیگران در اکتبر ۲۰۲۳ آغاز شد و شروع فیلمبرداری برای سال ۲۰۲۴ برنامه‌ریزی شد. تا فوریه ۲۰۲۴، دیوید زاسلاو، مدیرعامل برادران وارنر دیسکاوری تأیید کرد که مراحل پیش‌تولید مجموعه آغاز شده است و مارتین به عنوان خالق و تهیه‌کننده اجرایی فعالیت می‌کند.
در می ۲۰۲۴، اووِن هریس برای کارگردانی سه قسمت نخست مجموعه و به‌عنوان تهیه‌کننده اجرایی انتخاب شد و فضاسازی مجموعه را به‌عهده داشت. در ژوئن همان سال، حضور سارا آدینا اسمیت برای کارگردانی سه قسمت از شش قسمت فصل نخست اعلام شد.

### انتخاب بازیگران
در آوریل ۲۰۲۴، بازیگران اصلی یعنی پیتر کلافی در نقش سر دانکن بلندقامت و دکستر سول آنسل در نقش اگ انتخاب شدند. در ماه ژوئن، اعلام شد که فین بنت، برتی کارول، تانزین کرافورد، دنیل اینگز و سم اسپرول به ترتیب در نقش شاهزاده ایریون تارگرین، شاهزاده بالور تارگرین، تانسل، سر لیونل باراتیون و شاهزاده مایکار تارگرین به بازیگران پیوستند.

### فیلمبرداری
مراحل تولید در ژوئن ۲۰۲۴ در بلفاست، ایرلند شمالی آغاز شد.

## پخش
فصل نخست این مجموعه قرار است اوایل سال ۲۰۲۶ از اچ‌بی‌او و مکس پخش شود و شامل شش قسمت خواهد بود.

### تبلیغات
در ۴ آگوست ۲۰۲۴، اچ‌بی‌او پیش‌نمایش نخست این مجموعه را به عنوان بخشی از اعلامیهٔ برنامه‌های آینده این شبکه  منتشر کرد.